# En kvinnas hämnd
En kvinnas hämnd (engelska: Enough) är en amerikansk långfilm från 2002 i regi av Michael Apted, med Jennifer Lopez, Billy Campbell, Tessa Allen och Juliette Lewis i rollerna.

## Handling
En kvinnas hämnd börjar på en restaurang i Los Angeles där Slim (Jennifer Lopez) och hennes bästa vän Ginny (Juliette Lewis) jobbar tillsammans som servitriser. En dag blir Slim uppvaktad av en kund som retar henne för sitt namn. En annan gäst, Mitch Hiller (Billy Campbell), räddar henne ur situationen. Slim blir kär i Mitch och hon tror att hon funnit evig lycka när hon gifter sig med honom. Paret köper ett hus och får en dotter, Gracie (Tessa Allen). En dag får Slim reda på att Mitch varit otrogen med en annan kvinna, Darcelle. Hon konfronterar honom varpå Mitch erkänner men insisterar på att Darcelle "inte betyder något för honom". Slim blir arg och hotar med att lämna Mitch som blir rasande och börjar slå henne. Han antyder att han vill ha ett öppet äktenskap och vägrar sluta med sina relationer och menar att Slim får "finna sig i det". Han hindrar henne från att ringa sin mamma (Janet Carroll). När Slim får möjligheten att berätta om situationen för mamman antyder hon att Mitch har misshandlat sina tidigare partners. Ginny anser att Slim borde lämna Mitch men hon tvekar då hon är osäker på vad som är bäst för Gracie.
Slim fortsätter att ta emot förolämpningar och slag från Mitch. En tid senare får hon slutligen nog och planerar att fly med Gracie. Mitch genomskådar Slim och kastar henne på golvet. Samtidigt som Slim sparkas i magen och bröstet kommer hennes vänner till undersättning. Mitch hotar Slims plastpappa Phil (Christopher Maher) med en pistol men de lyckas fly. Slim och Gracie flyttar in på ett billigt motell då Mitch fryst hennes kontokort. Slim reser till Seattle och bor med sin ex-pojkvän Joe (Dan Futterman), som Gracie blir väldigt fäst vid. Några vänner till Mitch förklär sig till FBI-agenter och Slim och Gracie tvingas gömma sig medan de vandaliserar Joes lägenhet. Hon lämnar Joe och besöker sin riktiga pappa, Jupiter (Fred Ward), i hopp om att få låna pengar. Jupiter, som aldrig träffat Slim, tror att hon är en uteliggare som försöker lura honom på pengar. Slim och Gracie flyttar till Michigan. En dag får Jupiter besök av Mitchs gäng och han förstår att Slim är i knipa och behöver hjälp. Han skickar tillräckligt med pengar för att Slim ska kunna köpa ett hus i Michigan.
Slim byter namn till Erin Shleeter och framtiden börjar se ljus ut igen. Men det tar inte lång tid innan Mitch hittar dem och attackerar Slim.(Lilla Gracie ser sin pappas sanna jag, och rusar fram för att hjälpa Slim, genom att dra Mitch i håret, samtidigt som hon skriker att han ska sluta. Dock får hon en knuff och gråter förtvivlat.) Hon är dock förberedd med pepparspray och har en välplanerad flyktplan. En biljakt börjar mellan Slim och Mitchs vän (Noah Wyle, som var mannen som stötte på henne i restaurangen. Slim beslutar att situationen börjar bli för farlig och lämnar bort Gracie till Ginny som åker på en semesterresa. Slim beger sig till San Francisco och anställer en kvinna som ser ut som henne för att förvilla Mitchs gäng. Hon börjar träna Krav Maga med en personlig tränare (Bruce A. Young). Slim återvänder till Los Angeles och bryter sig in i Mitch nya hus. Medan han är borta gömmer hon hans pistoler, blockerar telefonlinjerna och stänger av strömmen. När Mitch kommer hem utbryter en ny kamp, men nu har Slim övertaget och misshandlar Mitch. Hon förmår sig dock inte att döda honom och ringer då till Ginny för vägledning. Medan hon pratar i telefon vaknar Mitch och slår henne medvetslös med en lampa. Slim vaknar precis innan han tänker stampa på henne och lyckas knuffa honom ner från ett loft, han landar på ett hårt bord och dör direkt. (Hon får samtidigt minnesbilder av hur hon har blivit behandlad, och när hon kommer ihåg hur hennes dotter blev knuffad, och hör flickans hjärtskärande gråt, får hon styrka.) . När polisen anländer beslutar de att inte gripa Slim eftersom hon agerade i självförsvar. När Mitch inte längre är ett hot, lever Slim, Gracie och Joe lyckligt i Seattle.

## Rollista
| Jennifer Lopez    | – Slim Hiller   |
| Billy Campbell    | – Mitch Hiller  |
| Tessa Allen       | – Gracie Hiller |
| Juliette Lewis    | – Ginny         |
| Dan Futterman     | – Joe           |
| Noah Wyle         | – Robbie        |
| Fred Ward         | – Jupiter       |
| Janet Carroll     | – Mrs. Hiller   |
| Bill Cobbs        | – Jim Toller    |
| Christopher Maher | – Phil          |
| Bruce A. Young    | – Instruktör    |
| Bruce French      | – Husägare      |
| Ruben Madera      | – Teddy         |
| Dan Martin        | – FBI-agent     |
| Jeff Kober        | – FBI-agent     |

## Produktion

### Utvecklingsarbetet och filmandet

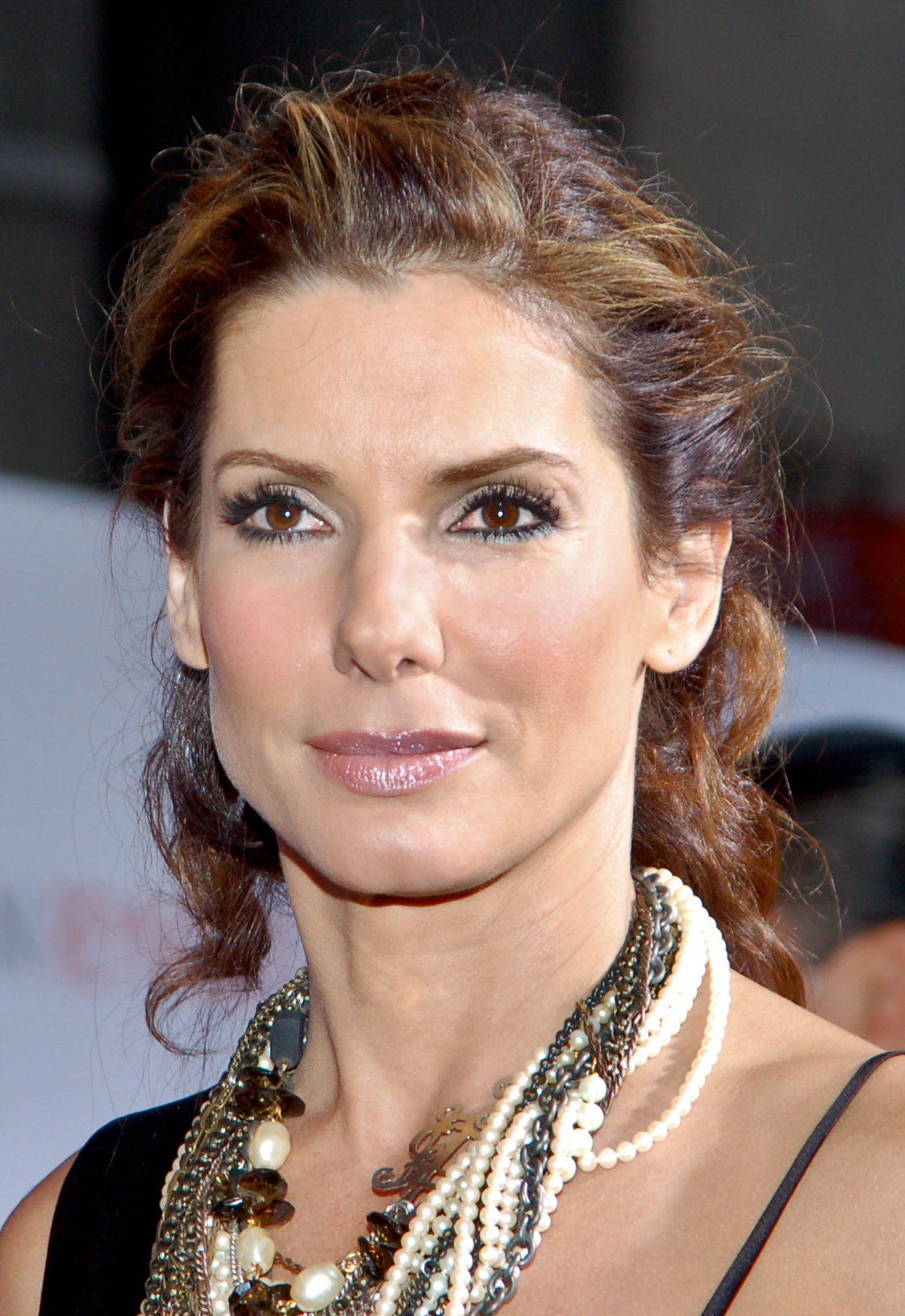
Sandra Bullock (på bilden) var till en början tänkt att spela Slim.

En kvinnas hämnd, producerad av Columbia Pictures, regisserades av Michael Apted och skrevs av Nicholas Kazan. Den 9 november 2000 rapporterade Daily News att Lopez var i förhandlingar att medverka i filmen som "följer en ung, nygift kvinna som blir misshandlad av sin make vilket får henne att fly." Sandra Bullock planerades till en början att spela Slim men i november 2000 rapporterade Variety att hon avböjt rollen då inspelningen skulle kollidera med en annan film.
Den 19 maj 2001 rapporterade David Basham från MTV News att Lopez skulle spela Slim och att Once and Again-skådespelaren Billy Campbell fått rollen som Mitch, en rik entreprenör och Slims make. Juliette Lewis, Noah Wyle, Dan Futterman och Fred Ward hade också fått roller i filmen. Enligt Basham började filminspelningen den 21 maj 2001 i Los Angeles och senare i San Francisco och Seattle. I en dokumentär som inkluderats på specialutgåvan av filmen sa Kazan att Lopez var "väldigt bra" på att skapa karaktären. Hon tillförde egna detaljer, rörelser och gester som gjorde karaktären mera levande. Han beskrev hennes skådespeleri som "perfekt". Apted, som hade hört att Lopez var en diva, bekände att hon istället var "fantastisk" och lätt att jobba med. I en intervju flera år senare bekräftade Lopez att hon fått ett nervöst sammanbrott under skapandet av filmen. I en intervju sa hon: "Jag led av många saker, däribland sömnbrist, och jag fick ett slags nervöst sammanbrott. Det hände under inspelningen. Eller inte just när vi filmade, men i min trailer. Jag kände: 'Jag vill inte röra mig, jag vill inte gå, jag vill inte göra något.' Det var i den där filmen, Enough. Ja, jag hade ett nervöst sammanbrott."

### Koncept och teman

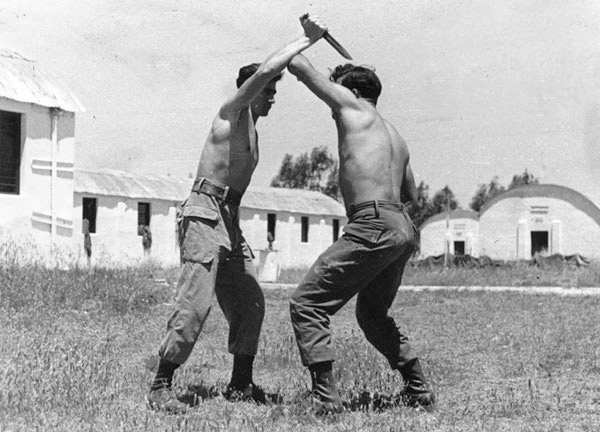
Självförsvarstekniken krav maga (på bilden) användes av Lopez i En kvinnas hämnd.

En kvinnas hämnd är en thriller som handlar om en kvinna som utsätts för misshandel av sin make. Kazan sa: "Det värsta med män är att de, traditionellt sätt, har blivit lärda att de alltid kan få vad de vill ha. Problemen som män har är att de tror att de är berättigade och att kvinnorna ska göra vad männen vill." Ryan J. Downey vid MTV News skrev: "Är Amerika verkligen redo att se sin favorit diva Jennifer Lopez spela en rasande fru som spöar sin otrogne make?"
När Lopez skulle förklara filmens koncept sa hon: "Det finns många oväntade vändningar och det är spännande [...] den har också ett budskap, vilket var vad som gjorde mig intresserad. Den är väldigt upplyftande." Hon utvecklade: "Om man är i en dålig situation, dålig relation eller liknande så kan man alltid ta sig ur den. Kraften som behövs finns där inom dig. Det är filmens budskap." När Lopez läste filmmanuset förstod hon att hon var "tvungen att göra hela slutsekvensen" vilket krävde att hon skulle bli en "trovärdig slagskämpe". Lopez tänkte först att hon skulle lära sig T'ai Chi eller Tae Kwon Do men oroade sig över om hon skulle hinna lära sig tillräckligt mycket på så kort tid. Hennes personliga tränare föreslog då att hon skulle studera krav maga, en självförsvarsmetod som blivit populär i USA. Om metoden sa Lopez: "Krav maga jämnar ut oddsen mellan män och kvinnor. Det spelar ingen roll hur stor eller stark du är. Man kan manövrera runt det. Det handlar om att förflytta sig, göra motattacker och använda sig av miljön runt omkring för att få övertaget."
I en intervju pratade Lopez med journalisten Diane Sawyer från ABC News om huvudkaraktärens drivkraft och hennes beslut att försöka lämna sin våldsamma make. Sawyer noterade att "kvinnojourer brukar avråda från sådana beslut. Att man inte kan göra så. Att det är extremt farligt." Lopez svarade: "Ja, man ska ju komma ihåg att det är en film som bara vidrör detta tema. Det är ju en thriller vars syfte är att få tittaren att känna sig stärkt. När jag läste manuset såg jag det för vad det var, du har styrkan inom dig själv. Oavsett hur svår situationen är. Den handlar om att hitta drivkraften för att förändra en negativ situation."

## Utgivning och kommersiell prestation
Den planerade utgivningen av En kvinnas hämnd var i september 2001 men datumet flyttades fram till "tidigt" 2002. Filmen gavs slutligen ut den 24 maj 2002. Under premiärveckan visades filmen på 2 623 amerikanska biografer. En kvinnas hämnd rankades på femteplatsen på Box Office med en inkomst på 14 miljoner dollar. Följande vecka noterades den på sjundeplatsen och tjänade in ytterligare 6,8 miljoner. Tredje veckan efter utgivning föll filmen till niondeplatsen. En kvinnas hämnd hade en produktionskostnad på 38 miljoner dollar och tjänade sammanlagt in 51,8 miljoner internationellt.
Sony Pictures Home Entertainment släppte En kvinnas hämnd på DVD den 8 oktober 2002. Filmen gavs ut på engelska i Dolby Digital, på franska och med undertexter i flera språk. En VHS-utgåva släpptes den 4 mars 2003 och senare under året släpptes en widescreen-version som innehöll spanskspråkig valmöjlighet. Utgåvan innehöll extramaterial, däribland tre bortklippta scener; "Strip Joint Break In", "Enough Is Enough" och "Krav Maga: Contact Combat". Musikvideon till Lopez' låt "Alive" inkluderades även. I en "making-of" dokumentär med titeln "Max on the Set: Enough" sa Lopez att hon blev intresserad av En kvinnas hämnd för att den var som en "kvinnlig version av Rocky." Cynthia Fuchs från webbplatsen PopMatters recenserade utgåvan och skrev: "Varför just denna film behöver en ytterligare DVD-utgivning är oklart. Men det verkar inte finnas något som 'för mycket J-Lo'."

## Mottagande
Metacritic, en webbplats som samlar recensioner av bland annat filmer, redogjorde att En kvinnas hämnd hade medelvärdet 25 av 100 baserat på 32 professionella recensioner. Enligt Rotten Tomatoes gav 22 procent av filmkritikerna filmen positiv respons baserat på 122 recensioner. Filmen bemöttes med mestadels negativ kritik från recensenter, men de flesta prisade ändå Lopez' prestationer. Stephen Holden vid The New York Times skrev att Lopez "syns i huvudrollen och gör en riktig topp-prestation som handlar mindre om skådespeleri och mera om att förkroppsliga en självsäker, kraftfull kvinna som står upp för sig själv." Han kommenterade att inledningen fick publiken att "kippa efter andan" och att "Enough var bättre än de flesta filmer på att behålla den påtagligt tryckande psykiska stämningen i vilken ens värsta farhågor besannas." Alice King vid Entertainment Weekly beskrev filmens handling som "otroligt meningslös" och kände att Lopez saknade koppling till hennes dotter, Tessa Allen och skrev: "Allt detta för att skydda sin lilla dotter med helium-röst som Lopez saknar total kemi med. Det är som om hon hanterar sopor istället för en liten flicka." En skribent vid Contactmusic.com var underväldigad av filmens utveckling. Han kommenterade: "Filmen nyttjar inte Slims gamla vän och romantiska intresse tillräckligt. Den utvecklar inte heller hennes relation med plastpappan. Istället tar denna tid upp av det tröttsamma 'lilla-barnet' klychan. Gracie är, som vanligt, tillräckligt gammal för att förstå situationen men inte tillräckligt gammal för att kunna påverka handlingen." Skribenten prisade dock Lopez i slutscenen: "I de sista scenerna, trots en del uppenbarheter, var jag mer inslukad i filmen än någonsin och hoppades att J.Lo spöa skurken." Mick LaSalle vid San Francisco Chronicle skrev: "Lopez har en tuff och sexig image men hennes dragningskraft som skådespelare är att hon har fötterna på jorden och hennes känslor är lättillgängliga. Hon har inga kalla sidor. LaSalle beskrev filmen som den mest "spänningsproducerade film på marknaden just nu". Hon avslutade med att skriva: "Den väcker stridslyst i annars stillsamma tittare."

## Soundtrack
Filmmusiken till Enough komponerades av David Arnold och gavs ut på en ljud CD den 4 juni 2002. Utöver den musiken spelade Lopez in en låt med titeln "Alive" som hon skrev tillsammans med sin dåvarande make Cris Judd. Låten användes som filmens soundtrack och spelades i filmen men inkluderades aldrig på albumet.
| Nr           | Titel                 | Längd |
| ------------ | --------------------- | ----- |
| 1.           | Give Me a Sign        | 5:23  |
| 2.           | F.B.I.?               | 4:40  |
| 3.           | New Leaf              | 1:44  |
| 4.           | Slim and Joe          | 2:03  |
| 5.           | Goodbye Gracie        | 1:43  |
| 6.           | Training Day          | 3:11  |
| 7.           | Breaking In           | 2:23  |
| 8.           | Setting the Trap      | 5:42  |
| 9.           | Fight club            | 8:50  |
| 10.          | One of the Lucky Ones | 1:37  |
| Total längd: | Total längd:          | 44:31 |